# Піски (Бахмацька міська громада)
Піски́ — село в Україні,  у Бахмацькій міській громаді Ніжинського району Чернігівської області, . До 2020 центр сільської ради , якій були підпорядковані села Варварівка, Запорізьке, Кулішове, Олексіївка, Осинівка. Розташоване за 14 км від центру. громади. В селі — залізнич. роз'їзд Старий Луг. 744 ж. (1988).

## Природа
На північ від села розташований лісовий заказник — «Піски».

## Історія
Засноване у 18 столітті на землях Ніжинського козацького полку Генеральним Суддею Гетьманщини Василем Кочубеєм на краю Курінського степу біля пісків. Від цього й пішла назва села.
1862 у селі зведено дерев'яну церкву на честь Казанської ікони Божої Матері.
Колгосп ім. В. В. Куйбишева утворено на поч. 1930-их років шляхом терору голодом[джерело?]. У спец-каталозі Чернігівської ОДА зберігаються оптувальні листи мешканців села — свідків геноциду українського народу 1932-33 років. Зокрема, Табачок Пелагея Степанівна, 1919 року народження, свідчить:
Походжу не з бідної, але й не з багатої сім'ї, яка складалася з 5 чоловік (2 батьків і 3 дітей).

Вступ до колгоспу був «добровільним». Примусив вступити голод. Коли по селу ходила бригада і забирала зерно для посіву в колгосп, батько заховав мішок ячменю, щоб якось прожити. Його знайшли і забрали. І ми залишились без нічого.
1932—1933 роки були мало врожайними. Деякі площі землі пустували, а в цей час бригади ходили від хати до хати і забирали все до останнього. Нишпорили по кутках, переривали землю, щоб щось знайти. Забирали все, що траплялося на очі: боби, зерно, свиней, коней.
Під час голоду в колгоспі давали так званий куліш, який складався із пшона, макухи, капусти і борошна. Все це варили у великому котлі і давали по одному ополонику. Їжа була погана. Доки було молоко, їли часник з молоком. Збирали різний їстівний бур'ян, з дому виносили одяг і міняли їжу.
Пухлих в селі було багато, помирали цілими сім'ями. В нашій родині була пухла від голоду старша сестра Олена. Але потім вона вступила до колгоспу, де їй дали кілограм жита, щоб поправитись. Тим самим вона врятувала нас від голодної смерті.
В селі найбільша смертність була серед дітей-підлітків. Наприклад, у сусідки тітки Мотрони померло 4 дітей, а в інших сусідів — п'ятеро. Коли помирали батьки, то громада села забирала дітей до колгоспу. Інколи діти, зостаючись сиротами, бродили по селу, деякі виживали, деякі помирали.
Дуже велика кількість людей, яких тоді називали «старці», ходили по селах і просили їсти. Багато їх помирало. Дуже тяжко було на це дивитися. На щастя, з нашої родини ніхто не помер.

Голод — найстрашніше, що ми пережили, не дай Боже, щоб він повернувся назад.
Офіційна статистика жертв голодомору — 235 осіб.
12 червня 2020 року, відповідно до розпорядження Кабінету Міністрів України № 730-р «Про визначення адміністративних центрів та затвердження територій територіальних громад Чернігівської області», увійшло до складу Бахмацької міської громади.
19 липня 2020 року, в результаті адміністративно-територіальної реформи та ліквідації Бахмацького району, село увійшло до складу Ніжинського району Чернігівської області.

## Населення
Згідно з переписом УРСР 1989 року чисельність наявного населення села становила 780 осіб, з яких 336 чоловіків та 444 жінки.
За переписом населення України 2001 року в селі мешкало 689 осіб.

### Мова
Розподіл населення за рідною мовою за даними перепису 2001 року:
| Мова       | Відсоток |
| ---------- | -------- |
| українська | 99,42 %  |
| російська  | 0,58 %   |

## Пам'ятки
Поблизу села велися археологічні розкопки, які ідентифікували поселення 5-2 тис. до Р. Х. Збережена пам'ятка архітектури — дерев'яний храм Казанської ікони Божої Матері (1862).
У 1976 споруджено пам'ятний знак загиблим в роки Другої світової війни (1941—1945) воїнам-односельцям.

## Сучасний стан
У селі діють відділення зв'язку, 11-річна школа (в якій навчається близько 75 дітей), фельдшерсько-акушер. пункт, Будинок культури, БІБЛІОТЕКА.